# Tull en 't Waal
Pour les articles homonymes, voir Waal et Tull.
Tull en 't Waal est un village situé dans la commune néerlandaise de Houten, dans la province d'Utrecht. Le 1er janvier 2005, le village comptait 672 habitants.
Tull en 't Waal était une commune indépendante jusqu'au 1er janvier 1962, date de son rattachement à Houten.